# Albert Lutz
Albert Lutz (* 21. November 1954 in Chur) ist ein Schweizer Kunsthistoriker und ehemaliger Direktor des Museums Rietberg in Zürich.

## Werdegang
Albert Lutz, gebürtiger Bündner aus Chur, zog als Jugendlicher nach Zürich, wo er sein Studium der Kunstgeschichte, der Kunstgeschichte Ostasiens und der Deutschen Literatur an der Universität Zürich absolvierte.
Im Jahr 1982 begann seine Tätigkeit am Museum Rietberg, als Kurator für chinesische Kunst. Nach zahlreichen Reisen nach China und einem Forschungsaufenthalt in der Provinz Yunnan in Kunming erlangte Albert Lutz seinen Doktortitel über ein Thema der buddhistischen Kunst in der Provinz Yunnan. Den Kunstethnologen Eberhard Fischer, bis 1998 Direktor des Museums Rietberg, sowie den Ostasien-Kunsthistoriker Helmut Brinker betrachtet er als seine Mentoren. Albert Lutz wurde 1998 zum Direktor des Museums Rietberg ernannt und leitete das Haus bis zum Antritt seines Ruhestands Anfang Dezember 2019. Er übergab die Direktion seiner Nachfolgerin Annette Bhagwati.

## Erweiterungsbau «Smaragd»
Neben seiner Ausstellungs- und Sammlungstätigkeit am Museum Rietberg lancierte Albert Lutz das Projekt eines grosszügigen, unterirdischen Erweiterungsbaus für das Museum Rietberg, mit dem grosse, temporäre Ausstellungen möglich werden. Dank der politischen Unterstützung und dem Engagement vieler Förderer wurde der sogenannte «Smaragd» der Architekten Krischanitz und Grazioli 2007 eröffnet.

## Schaffen
Rund 30 Ausstellungen, als alleiniger Kurator oder mit anderen Kuratoren zusammen, hat Albert Lutz im Laufe seiner Tätigkeit am Museum Rietberg realisiert und eine lose Reihe kulturvergleichender Ausstellungen präsentiert.
Dazu gehört auch die Ausstellung «SPIEGEL – Der Mensch im Widerschein» (17. Mai bis 22. September 2019). Sie zeigte über 200 Objekte und Werke von der Antike bis zur Gegenwart, die den Menschen begleitet und Künstler in allen Medien inspiriert haben, darunter Malerei, Film, Fotografie, Installationen. Die Werke stammten aus 95 internationalen Museen und Privatsammlungen.
Auf Initiative von Albert Lutz richtete das Museum Rietberg 2008 als eines der ersten Museen in der Schweiz eine eigene Provenienzforschungsstelle ein.

## Publikationen (Auswahl)
- mit Helmut Brinker: Chinesisches Cloisonné / Chinese Cloisonné. The Pierre Uldry Collection. Museum Rietberg Zürich 1985.
- Der Tempel der Drei Pagoden von Dali, Zur buddhistischen Kunst des Nanzhao- und Dali Königreichs in Yünnan, China. Museum Rietberg Zürich (Doktorarbeit), 1991.
- (Hrsg.), mit Beiträgen von Qiu Xuanchong, Yü Chünfang, Angela F. Howard u. a.: Der Goldschatz der Drei Pagoden. Museum Rietberg Zürich 1991.
- mit Huang Qi: Chinesische Szenen 1656/1992, Die 13 Meter lange Bildrolle des Malers Xiao Yuncong aus dem Jahr 1656. Fotografien von Daniel Schwarz. Museum Rietberg Zürich 1992.
- 1993–2004: Zahlreiche Beiträge in Ausstellungskatalogen sowie in Museumsführern (Ausstellungen Asiatische Malerei, Chinesische Gelehrtensteine, Orakel, Liebeskunst etc.)
- Durch den Stein ins Paradies, Geschichten und Notizen zu chinesischen Gelehrtensteinen. In: Philip Ursprung: Herzog & De Meuron, Naturgeschichte. Lars Müller, Baden 2003 (englisch), 2005 (deutsch).
- Die Irrfahrt des Bodhisattvas. In: Zurich Studies in the History of Art, Volume 13/14, Zürich, 2009.
- (Hrsg.): Mystik – Die Sehnsucht nach dem Absoluten. Museum Rietberg Zürich. Scheidegger und Spiess, Zürich 2011.
- (Hrsg.): Gärten der Welt, Orte der Sehnsucht und Inspiration. Zürich 2016.
- m. a. (Hrsg.): Kosmos, Weltentwürfe im Vergleich. Zürich 2014.
- Spiegel – Der Mensch im Widerschein. Zürich 2019.
- Diverse Publikationen in wissenschaftlichen Zeitschriften sowie in der Presse.[1]

## Ausstellungen im Museum Rietberg (als alleiniger Kurator oder als Co-Kurator) (Auswahl)
- 1985: Chinesisches Cloisonné. Die Sammlung Pierre Uldry.
- 1986: Dian. Ein versunkenes Königreich in China. Neue Funde aus der Volksrepublik China.
- 1988: Lotosblumen in der Wüste. Buddhistische Kunst aus Zentralasien.
- 1989: Oxus. 2000 Jahre Kunst am Oxus-Fluss in Zentralasien.
- 1991: Der Goldschatz der Drei Pagoden. Buddhistische Kunst eines versunkenen Königreichs zwischen China und Burma.
- 1992: Shiva und Buddha. Buddhistische Meisterwerke aus Museen in Sri Lanka.
- 1992: Chinesische Szenen. Chinesische Malerei aus der Provinz Anhui.
- 1993: Gold und Silber aus dem alten China. Die Sammlung Pierre und Alice Uldry.
- 1995: Auf dem Pfad zur Erleuchtung. Die Tibet-Sammlung von Berti Aschmann.
- 1996: Mandat des Himmels. Kaiser und Künstler in China. Meisterwerke aus dem Metropolitan Museum of Art in New York.
- 1998: Wege ins Paradies oder die Liebe zum Stein in China.
- 1999: Geheime Visionen. Frühe tibetische Malerei.
- 1999: Orakel. Der Blick in die Zukunft.
- 2000: Korea. Die alten Königreiche. Schätze aus den koreanischen Nationalmuseen.
- 2002: Die Rückkehr des Buddha. Neue Funde buddhistischer Skulpturen aus dem 6. Jahrhundert in der chinesischen Provinz Shandong.
- 2002: Liebeskunst. Liebeslust und Liebesleid in der Weltkunst.
- 2003: Masken. Gesichter aus anderen Welten.
- 2005/2007: Neueinrichtung der Sammlung des Museums Rietberg
- 2007: Liao – Chinas vergessene Nomadendynastie
- 2007: Angkor – Göttliches Erbe Kambodschas
- 2009: Buddhas Paradies – Schätze aus dem antiken Gandhara in Pakistan
- 2011: Mystik – Die Sehnsucht nach dem Absoluten[2]
- 2013: Chinesische Keramik – Meiyintang Collection
- 2014: Kosmos – Rätsel der Menschheit
- 2015: Welt in Farbe – Farbfotografie um 1915
- 2016: Gärten der Welt
- 2019: Spiegel – Der Mensch im Widerschein[3]